# Provinz Benslimane

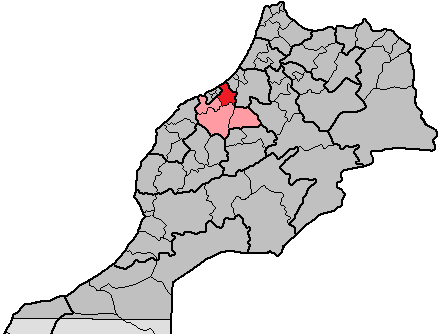
Provinz Ben Slimane in der ehemaligen Region Chaouia-Ouardigha

Die Provinz Benslimane (arabisch إقليم بن سليمان, Zentralatlas-Tamazight ⵜⴰⵙⴳⴰ ⵏ ⴰⵢⵜ ⵙⵍⵉⵎⴰⵏ Tasga n Ayt Sliman) ist eine Provinz in Marokko. Sie gehört seit 2015 zur Region Casablanca-Settat (davor zu Chaouia-Ouardigha) und liegt im Westen des Landes östlich von Casablanca. Die Provinz mit der Hauptstadt Benslimane hat 233.123 Einwohner (2014).

## Orte
Die mit (M) gekennzeichneten Orte sind als städtische Siedlungen (municipalités) ausgewiesen; die übrigen gelten als Landgemeinden (communes rurales).
| Gemeinde           | Einwohner 2004 | Einwohner 2014 |
| ------------------ | -------------- | -------------- |
| Benslimane (M)     | 46.478         | 57.101         |
| Bouznika (M)       | 27.028         | 37.238         |
| El Mansouria (M)   | 12.955         | 19.853         |
| Ahlaf              | 12.841         | 11.451         |
| Ain Tizgha         | 15.926         | 15.692         |
| Fdalate            | 9796           | 11.966         |
| Mellila            | 14.257         | 15.081         |
| Moualine El Oued   | 9066           | 9129           |
| Oulad Ali Toualaa  | 5056           | 5504           |
| Oulad Yahya Louta  | 9642           | 9430           |
| Rdadna Oulad Malek | 4348           | 4451           |
| Ziaida             | 12.389         | 14.581         |
| Bir Ennasar        | 5195           | 4855           |
| Sidi Bettache      | 6370           | 6927           |
| Charatte           | 8264           | 9754           |